# Ladislav Kačáni
Ladislav Kačáni est un footballeur international tchécoslovaque né le 1er avril 1931 à Lučenec et mort le 5 février 2018 à Bratislava (Slovaquie). Il évoluait au poste d'attaquant.

## Biographie

### Joueur

#### En club
Il joue quatre matchs en Coupe d'Europe des clubs champions avec l'Inter Bratislava lors de la saison 1959-1960. Lors de cette compétition, il inscrit un but contre le club portugais du FC Porto.
Avec l'Inter Bratislava il remporte un titre de champion de Tchécoslovaquie et deux International football cup.

#### En équipe nationale
Il reçoit 20 sélections et inscrit 3 buts en équipe de Tchécoslovaquie entre 1953 et 1962. 
Il reçoit sa première sélection le 26 avril 1953 contre l'Italie et il joue son dernier match le 7 avril 1962 contre la Suède.
Il fait partie du groupe tchécoslovaque lors de la Coupe du monde 1954. Lors du mondial organisé en Suisse, il joue deux matchs : contre l'Uruguay et l'Autriche.

### Entraîneur
Il dirige la sélection tchécoslovaque de 1971 à 1972.
Il dirige son premier match le 21 avril 1971 contre le Pays de Galles et son dernier match le 6 juillet 1972 contre la Yougoslavie.

## Carrière

### Joueur
- 1952-1953 :  Slávia Bratislava
- 1953-1965 :  Slovnaft Bratislava

### Entraîneur
- 1967-1970 :  FK Inter Bratislava
- 1971-1972 :  Tchécoslovaquie
- 1972-1974 :  FC Lokomotíva Košice

## Palmarès

### Joueur
- Champion de Tchécoslovaquie en 1959
- Vainqueur de l'International football cup en 1963 et 1964